# Riscal
L'Estudiotel Alacant, també conegut com a Riscal o Aparthotel Riscal, és un gratacel de la ciutat valenciana d'Alacant. Es troba en un punt molt cèntric de la capital, al carrer Poeta Vila i Blanco, un cap de carrer de la transitada avinguda comercial de Federico Soto, i molt prop de la plaça dels Estels.
El seu millor punt de vista és la façana sud, on es pot observar el joc geomètric i ondulant que formen els ampits. Mesura 117 m i compta amb 35 plantes, la qual cosa el converteix en l'edifici més alt de la ciutat.